# Alan Kay
Alan Kay (Springfield, 17 de mayo de 1940) es un informático estadounidense. Es conocido por sus trabajos pioneros en la programación orientada a objetos, el diseño de sistemas de interfaz gráfica de usuario (GUI, en inglés).
Alan estaba muy interesado en todas las investigaciones que llevaba a cabo Douglas Engelbart, con el que coincidió por primera vez en Utah en 1967. Teniendo el privilegio de asistir a algunas de las preparaciones y la conferencia de la Madre de Todas las Demos realizada en 1968.
Actualmente es profesor adjunto de ciencias de la computación en la Universidad de California en Los Ángeles, profesor visitante en la Universidad de Kioto, y profesor adjunto en el Instituto Tecnológico de Massachusetts (MIT). También es presidente y fundador de Viewpoints Research Institute

## Biografía
Hijo de un diseñador de prótesis y una música, Alan Kay creció en un ambiente de arte, literatura y ciencia. En una entrevista sobre la educación en América con el Davis Group Ltd, afirmó: «tuve la suerte y mala suerte de aprender a leer con fluidez desde los tres años. Así que quizás ya había leído 150 libros cuando empecé primaria Y ya sabía que los profesores me mentían». Años más tarde, su familia se trasladó a la ciudad de Nueva York, donde inició sus estudios en la Brooklyn Technical High School.
Comenzó estudios en la Universidad, pero los abandonó para alistarse en las fuerzas aéreas del ejército. Fue durante este período cuando conoció los ordenadores y pasó un test de aptitud para convertirse en un programador IBM 1401. Después del servicio militar, Kay regresó a la Universidad de Colorado para graduarse en 1966 en Matemáticas y Biología Molecular. Continuó sus estudios con el máster de Ingeniería Eléctrica, y en 1969, obtuvo el título de doctor en Ciencia de Ordenadores por la Universidad de Utah. Gracias a los contactos que hizo durante este período, se convirtió en uno de los participantes en los proyectos de ARPA (Advanced Research Projects Agency).

### FLEX y otros
La Universidad de Utah promovía la participación de los estudiantes en proyectos prácticos de computación. Kay hizo equipo con Edward Cheadle, que estaba trabajando en el diseño de un pequeño ordenador por ingenieros. El resultado fue adaptar el FLEX, un lenguaje ideado por Kay que permitía un diálogo entre humano y máquina, para crear lo que llamaron un ordenador personal. La novedad de este invento estaba en la nitidez de las grafías y, sobre todo, el sistema de ventanas.
Mientras trabajaba en el FLEX, Kay atendió a la presentación de Douglas Engelbart sobre computación interactiva diseñada por la colaboración de grupos de trabajo. La visión de Engelbart le influenció en la aplicación de interfaces gráficas, el hipertexto y el ratón. También le influenciaron el JOSS, el libro Understanding Media de Marshall McLuhan, Logo y las muestras de pantallas planas, entre otros.
Partiendo del proyecto con Edward Cheadle y considerando todas estas ideas, Kay diseñó y construyó una maqueta de un ordenador personal de estilo similar al de una tableta: con pantalla plana y un estilete. La tecnología del momento no estaba preparada para entender ni producir la visión de Kay sobre los ordenadores personales, pero Kay sabía que lo iba a conseguir más adelante. Así, en 1969, Kay finalizó su doctorado con la tesis Reactive Engine.

## Inicios y Trabajo

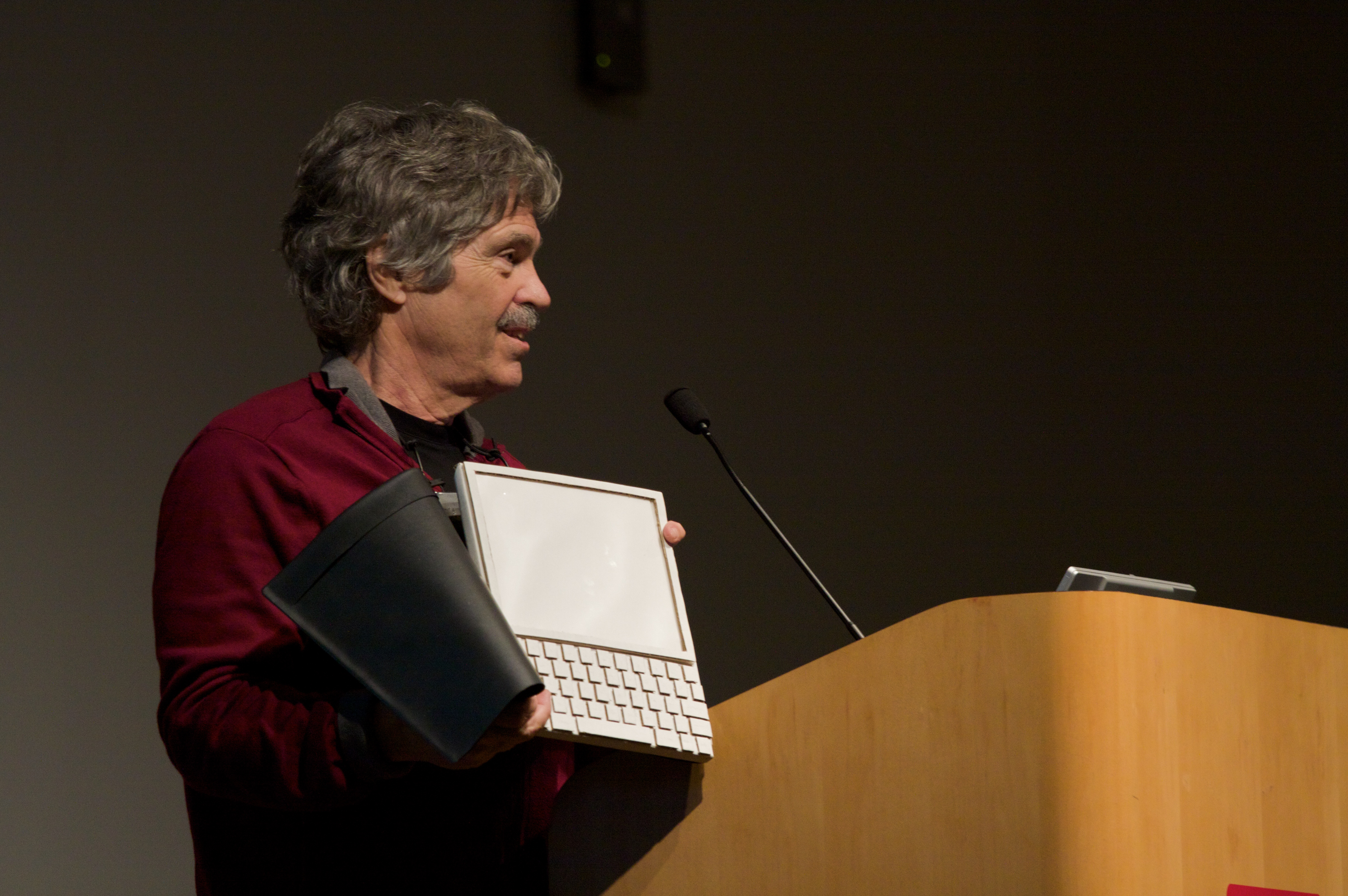
Alan Kay sosteniendo el prototipo del Dynabook

Originario de Springfield, Massachusetts, Kay consiguió licenciarse en Matemáticas y Biología Molecular de la Universidad de Colorado, y el grado de Maestro y Doctorado de la Universidad de Utah. En la Universidad de Utah en los sesenta, Kay trabajó con Ivan Sutherland en aplicaciones gráficas pioneras, incluyendo Sketchpad. Durante esas fechas también trabajó como guitarrista profesional de jazz.
Kay entró a trabajar en el Centro de Investigación de Palo Alto (PARC - Palo Alto Research Center) de Xerox en 1970. En los setenta fue uno de los miembros principales del centro, desarrollando prototipos de estaciones de trabajo en red, usando el lenguaje de programación Smalltalk. Estas invenciones fueron posteriormente comercializadas por Apple en el Apple Macintosh.
Kay, junto a algunos compañeros en PARC y otros predecesores del Norwegian Computing Centre, es uno de los padres de la Programación Orientada a Objetos. Creó el Dynabook que definió la base de los ordenadores portátiles y Tablet PC actuales, también es considerado por algunos como el arquitecto de los sistemas modernos de ventanas interfaz gráfica de usuario.
Después de 10 años en Xerox PARC, Kay trabajó como Jefe Científico en Atari durante tres años.

## Xerox PARC

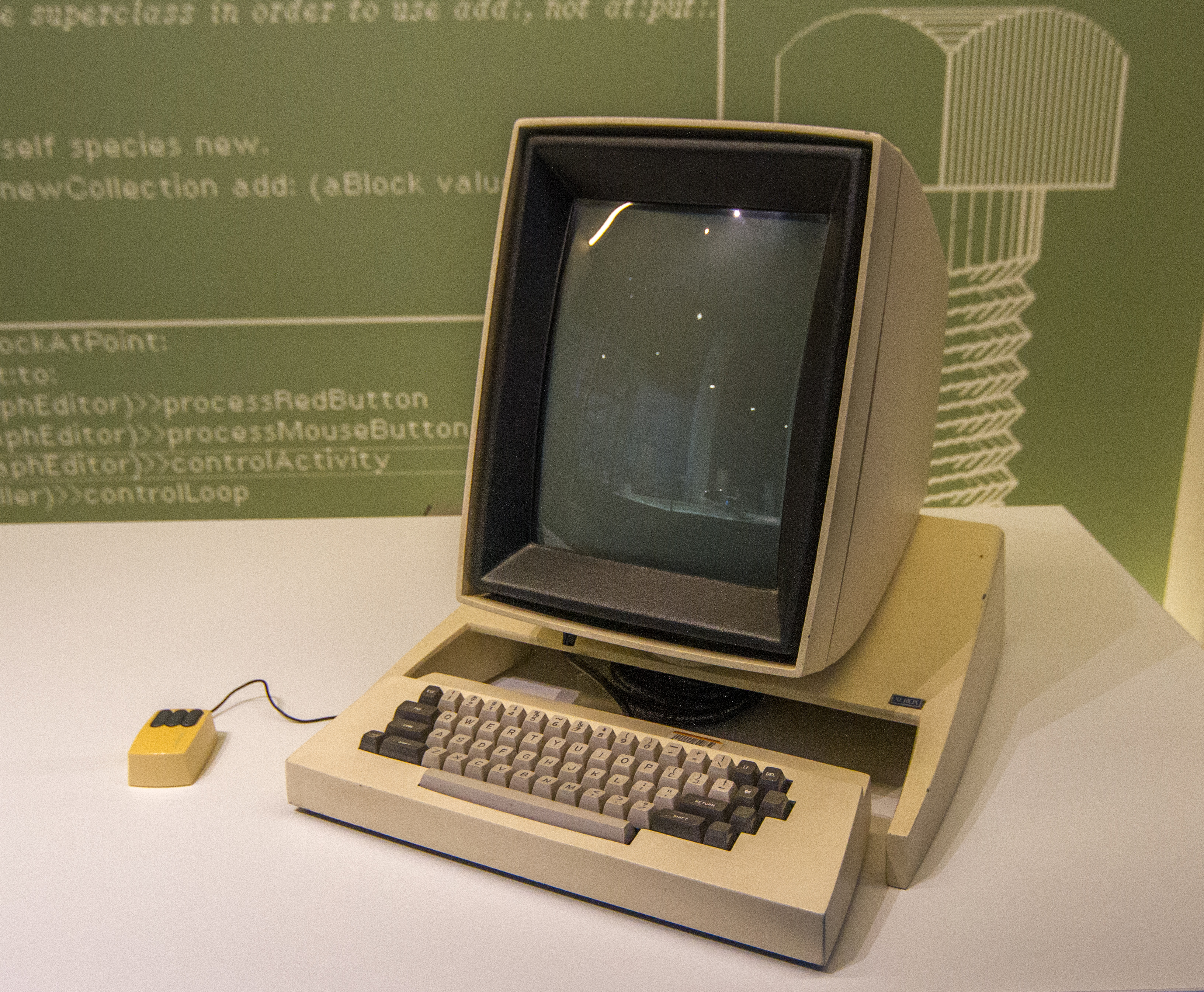
Computadora Xerox Alto creado por Alan Kay

Después del doctorado, Kay empezó a trabajar como investigador en el Standford Artificial Intelligence Laboratory y desarrolló lenguajes de programación. Comenzó a imaginar un futuro con ordenadores del tamaño de libros, influenciado por el proyecto Logo, pensando en cómo los niños los utilizarían. Estas ideas sirvieron para el diseño de Xerox Alto.
En 1971, Kay se unió al Xerox PARC (Palo Alto Research Center), fundado un año antes por la Xerox Corporation con el propósito de impulsar la investigación por «la oficina del futuro». Kay dirigía el Learning Research Group y estableció los objetivos de crear ejemplos de cómo podrían ser utilizados los ordenadores pequeños, examinar cómo estos podrían ayudar al usuario en los ámbitos visual y auditivo, dar a conocer los ordenadores y sus procesos a los niños y , por último, informar de cómo los niños utilizan los ordenadores de algún modo inesperado.

### Dynabook
Uno de sus inventos más visionarios fue el Dynabook, el primer ordenador personal, «Alto Personal Computer» Dynabook («personal dynamic medium»), lo que anticipó futuros aparatos como los ordenadores portátiles y las tabletas. No llegó a ser comercializado, pero inspiró directamente la interfaz gráfica del primer Macintosh. Utilizaba una nueva interfaz gráfica (GUI, Graphical User Interface), que consiste en proporcionar un entorno visual sencillo para permitir la comunicación con el sistema operativo de una máquina o computador. Su motivación era, como ya había mostrado con otros proyectos, crear un ordenador que niños de todas las edades pudieran utilizar en situaciones creativas y actividades muy diversas. Se anticipó a proyectos como el One Laptop por Child (proyecto que promueve la venta de ordenadores sencillos y a bajo precio por niños de los países desarrollados), y hasta la fecha ninguno ha conseguido representar completamente el concepto del que Kay ya hablaba a principios de los 1970s.
Aún actualmente, Kay considera que dispositivos tan modernos y constantemente actualizados como el iPad y el iPhone (o smartphones), no han querido continuar lo que para él era más interesante del Dynabook: que los niños fueran libres de utilizarlos fácilmente y con infinitas posibilidades de compartir con niños de todo el mundo.
Con el Dynabook, Kay también se dio cuenta de que los ordenadores podían ser un «metamedio», es decir, que podían incorporar todos los medios de comunicación.
Kay proporcionó ideas y bases para el desarrollo del Xerox Alto, ideado por Butler Lampson y diseñado por Charles P. Thacker. Xerox Alto supuso un gran paso hacia los ordenadores personales pequeños pero potentes, y fue considerado un Dynabook provisional.
Abandonó el Xerox PARC a principios de la década de los 80 para trasladarse a Los Ángeles, donde en 1984 empezó a trabajar para Apple Computer Inc.

## Trabajo reciente y reconocimiento
A partir de 1984, Kay trabajó en Apple Computer hasta que Steve Jobs cerró el departamento de I+D. A continuación se unió a Walt Disney Imagineering y continuó hasta que Disney cerró el departamento en el que se encontraba. Posteriormente Kay trabajó con un equipo en Applied Minds, entonces entró a trabajar en Hewlett-Packard hasta que HP abandonó el equipo Advanced Software Research el 20 de julio de 2005. Actualmente, Kay es uno de los fundadores del Viewpoints Research Institute.

### Desarrollo de Squeak y Croquet
Kay colaboró en la creación de Squeak, el entorno para la creación y experimentación multimedia en 1995 mientras todavía continuaba en Apple y todavía sigue colaborando con el proyecto. Comenzó, junto con David A. Smith, David P. Reed, Andreas Raab, Rick McGeer, Julian Lombardi, y Mark McCahill, el proyecto Croquet, que buscaba ofrecer un entorno 3D en red de código libre para el desarrollo colaborativo que fue abandonado.

### Portátil de 100 dólares
Kay colabora como persona destacada en el proyecto del Portátil de cien dólares presentado en noviembre de 2005 por los laboratorios de investigación del MIT. Este proyecto tiene como objetivo dotar a los estudiantes de países en vías de desarrollo de portátiles que ayuden en el proceso de educación.

### Premios y reconocimientos
En 2001 Alan Kay recibió el UdK 01-Award en Berlín, Alemania, por ser pionero en las interfaces gráficas de usuario (GUI).
En 2003 recibió el ACM Turing Award por su trabajo en la programación orientada a objetos.
En 2004 recibió el Premio Kioto y el Premio Charles Stark Draper junto con Butler W. Lampson, Robert W. Taylor y Charles P. Thacker
En 2005 fue nombrado Doctor Honorífico por el Instituto Tecnológico de Georgia.
En 2010 fue nombrado doctor honoris causa por la Universidad de Murcia.

## Música
Kay es un ávido y dotado músico que toca la guitarra y los teclados. Tiene un especial interés por los órganos barrocos. También fue un guitarrista profesional de jazz y de rock and roll. Está casado con Bonnie MacBird, escritora/productora/actriz/artista.

## Citas
A Alan Kay se le atribuyen las siguientes frases:

La mejor forma de predecir el futuro es inventarlo.

Yo inventé el término "orientado a objetos", y te puedo asegurar que C++ no era en lo que estaba pensando.

Java es lo más penoso que le ha ocurrido a la informática desde MS-DOS.

Las personas que en realidad toman en serio el software, deben crear su propio hardware.